# Szyb naftowy

Schemat szybu naftowego: 1. Silnik 2. Przeciwwaga 3. Ramię napędu 4. Ramię 5. Głowica 6. Pręt 7. Głowica szybu 8. Odprowadzenie urobku 9. Betonowe fundamenty 10. Obudowa szybu 11. Pręt napędowy 12. Tuleja 13. Pompa 14. Zawory zwrotne 15. Pokład roponośny

Szyb naftowy – otwór wiertniczy (odwiert) wykonany w górotworze oraz zespół urządzeń zlokalizowanych w pobliżu otworu służących do wydobywania ropy naftowej otworem. W przeszłości szyby naftowe wykonywane były ręcznie.
Najstarszy na świecie istniejący szyb naftowy znajduje się w Polsce we wsi Siary pod Gorlicami. Został wykopany ręcznie w 1852 i dał początek wydobyciu ropy naftowej w kopalni założonej przez Stanisława Jabłonowskiego.
Pierwszy szyb naftowy wiercony, głębokości 21 m, wykonał w pobliżu Titusville w Pensylwanii (USA) Edwin L. Drake (1819-1880). Szyb rozpoczął wydobycie ropy 27 sierpnia 1859 r.

## Przypisy

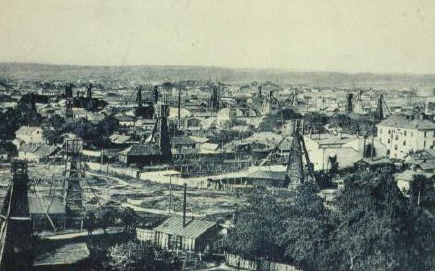
Szyby naftowe w Borysławiu, 1920
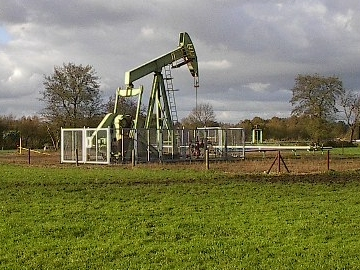
Szyb naftowy